# 赤城車体工業
赤城車体工業株式会社（あかぎしゃたいこうぎょう）は、群馬県館林市に本社を置く、二段式車輌運搬車キャリアカーを製造・販売・修理する会社である。
元々は二段式車輌運搬車キャリアカーの老舗メーカーである細谷車体工業の下請けであった。千葉県野田市に修理専門の自社工場をもち、自社製および他社製キャリアカーの修理、トラック全般の修理・塗装も行っている。

## 主力製品・事業
- キャリアカー

## 主要事業所
- 館林工場 - 群馬県館林市当郷町58
- 野田工場 - 千葉県野田市船形1210

## 沿革
- 1962年（昭和37年）4月 - 埼玉県蕨市にて、林田製作所の社内外注として赤城板金を個人創業
- 1963年（昭和38年）4月 - 細谷車体工業の社内外注に切り替わり、工場を東京都江東区亀戸に移転
- 1975年（昭和50年）5月 - 群馬県館林市に移り、社名を赤城製作所に変更
- 1988年（昭和63年）4月 - 赤城ブランドでのキャリアカー製造を開始
- 1988年（昭和63年）12月 - 資本金1,000万円をもって株式会社に組織変更し、社名を赤城車体工業株式会社に変更
- 2002年（平成14年）12月 - 細谷車体工業と業務提携を締結
- 2003年（平成15年）7月 - 千葉県野田市で野田工場を稼動
- 2004年（平成16年）10月 - 業界初 オリジナルフロントジャッキシステムの5台積用を開発・発表
- 2005年（平成17年）2月 - オリジナルフロントジャッキシステムの2台積用を開発・発表
- 2006年（平成18年）4月 - 館林市当郷町58を新工場予定地として取得【敷地面積：870坪】
- 2006年（平成18年）6月 - リサイクル業者/解体車陸送業者の要望から、従来のフォーク積みより効率の良い、特殊C型ボデーを開発・発表
- 2006年（平成18年）7月 - 館林市当郷町49を借り受け、一部業務開始
- 2006年（平成18年）7月 - 館林市当郷町59を第一倉庫として稼動【敷地面積：73坪】
- 2006年（平成18年）9月 - 館林工場を堀工町から当郷町49に移転【敷地面積：540坪】
- 2007年（平成19年）5月 - 業界初の開閉ウイング独立可動式、4台積ボデーを開発・発表
- 2009年（平成21年）6月 - 導風板の製造、販売、取付事業開始
- 2010年（平成22年）2月 - 顧客の要望により、従来の軽自動車2台積みより効率の良い、3台積みMKF型ボデーを開発・発表
- 2010年（平成22年）11月 - 従来必要であった大型4台積みキャリアカーの後部扉を廃し、構造要件をクリアしたMDF型ボデーを開発・発表